# L'Énigme des Blancs-Manteaux
L'Énigme des Blancs-Manteaux est un roman policier historique de Jean-François Parot publié en 2000. Ce titre inaugure la série des enquêtes criminelles se déroulant au XVIIIe siècle du commissaire Nicolas Le Floch.

## Résumé
En 1761, le commissaire Lardin, chef de Nicolas, a disparu rue des Blancs-Manteaux depuis le vendredi. Le lieutenant général Sartine lui donne une lettre de mission pour enquêter et lui adjoint Pierre Bourdeau. 
Guillaume Semacgus, médecin de la morgue, révèle que son esclave Saint Louis a disparu vendredi aussi alors qu'il était dans un tripot avec Lardin qui eut une algarade avec Descart. Semacgus affirme qu'avec Descart, ils sont amants de Louise Lardin. Grâce à une déposition, Nicolas retrouve des restes humains à la voirie de Montfaucon avec des objets de Lardin. Descart est tué. Louise chasse Nicolas. Bourdeau capture le malfrat Bricart et tue son compère. 
Grâce à l'empreinte de son pilon, Nicolas établit que ce sont eux qui ont déposé le cadavre à Montfaucon. Bricart se pend. Ils trouvent le corps de Lardin dans sa cave. Nicolas tue Mauval au tripot où il séquestrait Marie, fille de Lardin. Il établit que le corps de Montfaucon était Saint Louis tué par Bricart pour Louise. Lardin a été empoisonné par Louise et Mauval. Louise se tue. 
Le marquis de Ranreuil meurt à Herbignac et se reconnaît père de Nicolas. Louis XV nomme Nicolas, marquis à son tour, commissaire au Châtelet.

## Adaptation pour la télévision
Le roman a été adapté à la télévision en 2008 sur France 2 dans la série Nicolas Le Floch.

## Adaptation en bande dessinée
- L'Énigme des Blancs-Manteaux / scénario Dobbs d'après Jean-François Parot ; dessins et couleurs de Chaiko. Vanves : Hachette comics, coll. "Robinson", 08/2018, 64 p.  (ISBN 978-2-01-290535-1)